# Большое Ильино
Большое Ильино — деревня в Кувшиновском районе Тверской области. Входит в состав Прямухинского сельского поселения.

## География
Находится в центральной части Тверской области на расстоянии приблизительно 14 км (по прямой) на юго-восток от города Кувшинова, административного центра района.

## История
Была отмечена на карте еще 1825 года. В 1859 году здесь (деревня Новоторжского уезда) было учтено 19 дворов. До 2015 года входила в состав Заовражского сельского поселения.

## Население
Численность населения составляла 195 человек (1859 год), 15 (русские 93 %) в 2002 году, 15 в 2010.